# Бандарагама (підрозділ окружного секретаріату)
Підрозділ окружного секретаріату Бандарагама — підрозділ окружного секретаріату округу Калутара, Західна провінція, Шрі-Ланка. Головне місто - Бандарагама. Складається з 59 Грама Ніладхарі.

## Демографія
| Кількість Грама Ніладхарі | Площа (км2) | Населення (2012) | Населення (2012) | Населення (2012)  | Населення (2012) | Населення (2012) | Населення (2012) | Густота населення (/км2) |
| Кількість Грама Ніладхарі | Площа (км2) | Сингали          | Ларакалла        | Ланкійські таміли | Індійські таміли | Інші             | Всього           | Густота населення (/км2) |
| ------------------------- | ----------- | ---------------- | ---------------- | ----------------- | ---------------- | ---------------- | ---------------- | ------------------------ |
| 59                        | 56          | 96,032           | 11,887           | 364               | 378              | 228              | 108,889          | 1,944                    |